# Rockenhausen
Rockenhausen är en stad i Donnersbergkreis i förbundslandet Rheinland-Pfalz i Tyskland.
Staden ingår i kommunalförbundet Verbandsgemeinde Nordpfälzer Land tillsammans med ytterligare 35 kommuner.